# Takayoshi Yoshioka
Pour les articles homonymes, voir Yoshioka (homonymie).
Takayoshi Yoshioka (吉岡隆徳, Yoshioka Takayoshi), né le 2 juin 1909, à Nishihama, dans la préfecture de Shimane, et mort le 5 mai 1984 à Mitaka, est un athlète japonais, spécialiste du sprint. Premier japonais à atteindre une finale du 100 mètres lors de Jeux olympiques, il codétient en 1935 le record du monde de la discipline avec le temps de 10 s 3.

## Biographie
Takayoshi Yoshioka participe aux Jeux olympiques de 1932, à Los Angeles, et devient le premier sportif japonais à atteindre une finale olympique du 100 mètres, se classant sixième de la course en 10 s 7 et cinquième du relais 4 × 100 m.
Le 15 juin 1935, à Séoul, Takayoshi Yoshioka établit le temps de 10 s 3 sur 100 m, égalant à cette occasion le record du monde de la discipline codétenu par les Américains Eddie Tolan, Ralph Metcalfe et Eulace Peacock, le Néerlandais Christiaan Berger et le Canadien Percy Williams. Il demeure le seul athlète asiatique à avoir battu le record mondial du 100 m.
Il est éliminé dès les séries lors des Jeux olympiques de 1936.

### Palmarès
| Date | Compétition     | Lieu        | Résultat | Épreuve   |
| ---- | --------------- | ----------- | -------- | --------- |
| 1932 | Jeux olympiques | Los Angeles | 6e       | 100 m     |
| 1932 | Jeux olympiques | Los Angeles | 5e       | 4 × 100 m |

### Records
| Épreuve | Performance | Lieu  | Date        | Commentaire           |
| ------- | ----------- | ----- | ----------- | --------------------- |
| 100 m   | 10 s 3 (RM) | Séoul | 4 août 1935 | Record du monde égalé |